# Ронкони, Амато
Святой Ама́то Ронко́ни (итал. Amato Ronconi, 1226, Салудечо, Римини — 8 мая 1292, Римини) — итальянский францисканец-мирянин. Посвятил жизнь помощи бедным, построил часовни и больницы (одна такая больница до сих пор существует в его доме в Римини).

## Биография
Родился в 1225 году в Салудечо в провинции Римини в знатной и богатой семье. В детстве осиротел и жил в доме старшего брата Джакомо. Также у него была сестра по имени Кьяра. Будучи младшим сыном землевладельца, он не унаследовал состояния и работал в поле.
Невестка Ронкони, Лансберга, хотела выдать за него свою младшую сестру, чтобы сохранить состояние внутри семьи. Он отказался, поскольку решил посвятить свою жизнь служению Господу и стать отшельником. Лансберга пыталась уговорить Джакомо повлиять на брата, однако тот для сохранения мира в семье подарил ему дом с участком земли по дороге из Римини в Рим. Амато жил там со своей сестрой Кьярой, обрабатывая землю и предоставляя приют паломникам. Такое положение дел разозлило Лансбергу, и она решила отомстить, распустив слухи о его кровосмесительных отношениях с сестрой. Обвинения были признаны клеветническими после расследования.
Ронкони посвятил жизнь помощи паломникам и беднякам; отказался от всего своего имущества в пользу нуждающихся, работал в поле, чтобы обеспечивать приют. Присоединился к ордену францисканцев-мирян, одно время вёл отшельнический образ жизни. Строил часовни и приюты для паломников; некоторые из этих мест всё ещё существуют, включая больницу в Римини, названную в его честь.
Совершил паломничество в Римини к могиле Гауденция из Римини; в Монте-Титано к пещере святого Марина; и четыре раза в Испанию, чтобы посетить гробницу апостола Иакова в Сантьяго-де-Компостела. Во время пятого паломничества в Сантьяго-де-Компостела ему якобы явился ангел, предрёк скорую кончину и велел возвращаться домой. Ронкони так и сделал, остановившись в бенедиктинском монастыре Сан-Джулиано в Римини и передал монахам оставшееся имущество в январе 1292 года. 
Умер 8 мая 1292 года. В мае 1330 года его останки перенесли в церковь Сан-Бьяджо в его родном Салудечо.

## Прославление
Папа Пий VI подтвердил культ Ронкони 17 апреля 1776 года, тем самым беатифицировав его. Папа Франциск причислил его к лику святых 23 ноября 2014 года.
День памяти — 8 мая